# Chris Howland
Pour les articles homonymes, voir Howland.
John Christopher Howland (né le 30 juillet 1928 à Londres, et mort le 29 novembre 2013 à Rösrath) est un chanteur de schlager, animateur de radio de télévision, acteur anglais ayant fait carrière principalement en Allemagne.

## Biographie
Ce fils d'un conseiller de rédaction de la BBC grandit dans le sud de l'Angleterre et reçoit une formation d'apiculteur. Après la Seconde Guerre mondiale, en mars 1948, il devient employé du British Forces Broadcasting Service puis chargé de la présentation et de la programmation musicale.
En 1952, il travaille pour la NWDR comme disc jockey, espérant reconquérir les auditeurs perdus du BFBN devenu BFN et de l'AFN, misant sur les dernières nouveautés de la scène internationale. Son accent britannique et sa voix grinçante le rendent rapidement populaire auprès des auditeurs en se donnant le surnom de "Heinrich Pumpernickel" puis "Mr Pumpernickel". Début 1954, il suit le BFN de Hambourg à Cologne. La même année, il travaille aussi pour la NWDR de Cologne.
Le 6 septembre 1953 a lieu la première du film Schlager-Expreß, dans lequel il chante. Suivent d'autres films où il joue des personnages anglophones comme dans Der Major und die Stiere ou Les Fiancés du Wolfgangsee (de).
En 1959, il revient en Grande-Bretagne pour présenter une émission de télévision. Il revient en Allemagne en 1961 d'abord à la radio, à la Westdeutscher Rundfunk, présenter une émission musicale qui devient une émission de télévision jusqu'en 1970. Il anime aussi la version allemande de la caméra cachée.
En outre, Howland mène une carrière musicale. Après des débuts peu concluants en 1953, il obtient son premier succès avec Japanisches Abschiedslied, adaptation allemande de Japanese Farewell de Kay Cee Jones. Ses plus grands succès sont Fraulein en mai 1958 et Das hab' ich in Paris gelernt en mai 1959, produits par Hans Bertram (de).
Au cinéma, il obtient ses plus grands succès dans des adaptations de Karl May dans les années 1960 comme Au pays des Skipétars, Mission dangereuse au Kurdistan (Durchs wilde Kurdistan) de  Franz Josef Gottlieb ou Im Reiche des silbernen Löwen dans le même rôle.
En 1970, il quitte de nouveau l'Allemagne pour tenir un hôtel à Majorque et participe à la création de la première radio germanophone ici. En 1975, il revient en Allemagne et à l'animation d'émissions de radio et de télévision.
Chris Howland vivait à Rösrath, près de Cologne. Ces dernières années, il se produisait de temps en temps avec ses anciens succès et animait tous les mardis une émission de radio sur WDR 4.

## Filmographie
- 1954 : Ball der Nationen
- 1955 : Der Major und die Stiere
- 1956 : Les Fiancés du Wolfgangsee (de)
- 1956 : Küß mich noch einmal
- 1957 : Veuf avec cinq filles (de)
- 1957 : Frauenparade
- 1959 : Patricia (de)
- 1959 : Das blaue Meer und Du (de)
- 1960 : Das hab ich in Paris gelernt
- 1960 : Gauner-Serenade
- 1961 : Am Sonntag will mein Süßer mit mir segeln gehn (de)
- 1962 : Le Secret des valises noires
- 1962 : Tanze mit mir in den Morgen
- 1962 : Musica-stop
- 1962 : La Légende de la panthère noire (en)
- 1963 : L'Araignée blanche défie Scotland Yard
- 1963 : Und wenn der ganze Schnee verbrennt (de)
- 1963 : La Révolte des Indiens Apaches
- 1963 : Le Bourreau de Londres
- 1963 : Unsere tollen Tanten in der Südsee
- 1964 : Fanny Hill (en)
- 1964 : Au pays des Skipétars
- 1964 : Les Diamants du Mékong
- 1965 : Mission dangereuse au Kurdistan (Durchs wilde Kurdistan) de  Franz Josef Gottlieb
- 1965 : Im Reiche des silbernen Löwen
- 1965 : Das Vermächtnis des Inka
- 1965 : 2 x 2 im Himmelbett
- 1966 : Les Colts de la violence
- 1966 : Baroud à Beyrouth pour F.B.I. 505
- 1966 : Wir machen Musik
- 1971 : Glückspilze
- 1980 : Hollywood, ich komme
- 1981 : Wer spinnt denn da, Herr Doktor ? (de)
- 1986 : Fräulein
- 1991 : Farßmann oder Zu Fuß in die Sackgasse
- 2007 : Neues vom Wixxer (de)

## Discographie

### Singles
- 1957 : Japanisches Abschiedslied
- 1958 : Fräulein/Mama
- 1958 : Susie Darling/The Rain Falls On Ev'rybody
- 1958 : Verboten/Ja, ja, wunderbar
- 1959 : Das hab' ich in Paris gelernt/Blonder Stern
- 1959 : Der Dumme im Leben ist immer der Mann (Duo avec Fred Bertelmann)
- 1959 : Patricia/Venus
- 1959 : Es braucht nicht alles wahr zu sein/Kleines Mädchen aus Berlin
- 1960 : Und schuld daran sind nur die Frau'n (Duo avec Fred Bertelmann)/Das macht ja nix
- 1960 : Die Mutter ist immer dabei/Geh'n Sie nicht allein nach Hause
- 1961 : Hundert schöne Frau'n/Elisabeth
- 1961 : Gnädige Frau, wo waren sie gestern?/1,2,3,4,5,6,7, wo ist meine Braut geblieben
- 1961 : Hämmerchen Polka/Sie weiß noch nicht, dass ich sie liebe
- 1962 : Mädchen für alles/Cleopatra
- 1962 : Sagst du alles deiner Frau/Zwei alte Freunde (Duos avec Bill Ramsey)
- 1962 : Das hat sich Tante Emma aus Italien mitgebracht/Das tut gut, das tut gut, das tut gut
- 1963 : Knallbonbon/Schade, dass sie schon vergeben sind
- 1963 : Lilo, die tätowierte Dame/Ich test ihre Küsse
- 1964 : Superkalifragilistisch Expiallegorisch/Unterpfaffenhofen über Oberpfaffenhofen
- 1965 : Wenn ich James Bond wär'/Jenkka, Jenkka, Blindekuh
- 1975 : Europa hieß die Dame
- 1976 : wischi-waschi, bla bla bla
- 1982 : Bäng-Bäng Lulu/Tante Frieda schreibt an einem Sex-Roman

## Crédit d'auteurs
- (de) Cet article est partiellement ou en totalité issu de l’article de Wikipédia en allemand intitulé « Chris Howland » (voir la liste des auteurs).